# 陳盛沺
陳盛沺（1948年6月9日—），聲寶股份有限公司總裁，聲寶公司創辦人陳茂榜長子。

## 生平
早年於國立成功大學水利系畢業後留學美國攻讀水利專業，獲得美國猶他州立大學碩士。1987年繼承父業，接管生產自有品牌的電視、冰箱等家電用品的聲寶公司。由於對棒球的熱愛，曾和美孚建設董事長彭誠浩聯合贊助中國文化大學的棒球隊，形成聲寶巨人棒球隊，並有意進軍中華職棒，受阻後與邱復生合作自創台灣大聯盟直到2003年。
聲寶的創立，源自於第二次世界大戰以前的東正堂無線電器行，由陳茂榜與其弟陳茂海在1936年創立，初期販售收音機與唱片，戰後則進口電器零件並設廠裝配、販售。1950年代，聲寶陸續代理日本SONY、SHARP（夏普株式會社）與TOSHIBA等電器產品。1958年成立台灣通信公司，生產電話機等通信產品，到了1962年，成立東興電器，開始生產黑白電視機，1964年，東興企業與東正電器廠合併，改名聲寶電器股份有限公司，生產黑白電視機、電冰箱等產品。1997年，聲寶結合各關係企業，成立新寶集團，以聲寶為母公司。2005年3月，聲寶與德國G-Hanz集團合資設立「G-Hanz.SAMPO」銷售公司，藉此進入中東、印度及歐洲等市場。新寶集團現任總裁為陳盛沺。
以聲寶公司為母體的聲寶集團橫跨家電、高科技與休閒服務三大領域

## 家庭及私人生活
陳盛沺為佛教徒，曾歸依法鼓山聖嚴法師。

## 子公司
以聲寶公司為母體的聲寶集團，橫跨家電、高科技與休閒服務三大領域。聲寶集團除了聲寶以外，還有以下子公司：
- 德寶家電股份有限公司
- 瑞智精密股份有限公司（全球第四大壓縮機製造商）
- 新格實業股份有限公司（SYNCO，前身為台灣SONY新力股份有限公司）
- 凱碩科技股份有限公司
- 誠寶科技股份有限公司
- 夏寶股份有限公司（SHARP Taiwan，2016年7月5日解散）
- 東源物流事業股份有限公司
- 年隆企業股份有限公司
- 新寶電機（東莞）有限公司
- 新寶電機（蘇州）有限公司
- 新寶電機（天津）有限公司
- 陳茂榜工商發展基金會
- 新記股份有限公司
- 富銘科技股份有限公司
- 富帝國際股份有限公司
- 銓寶投資有限公司
- 盛寶建設股份有限公司
- 頑味國際餐飲股份有限公司

及許多其他的轉投資

## 外部連結
- 台灣棒球維基館：陳盛沺 （页面存档备份，存于）